# Жорже, Этьен-Жан
Этьен-Жан Жорже (фр. Étienne-Jean Georget; 1795, Верну-сюр-Бренн — 1828, Париж) — французский психиатр, специалист по мономаниям, рассмотрел с патологоанатомической точки зрения делирий и истерию, пионер судебной психиатрии.

## Биография

### Рождение, ранние годы. Образование. Становление
Этьен-Жан Жорже родом из города Вернон-на-Брене. Изучал медицину в Туре. В 1816 приехал в Париж, где работал в Сальпетриер. Там он был учеником и помощником Филиппа Пинеля и ассистентом Эскироля.

### Расцвет, зрелые годы

#### Мономании. Портреты душевнобольных Теодора Жерико
Жорже специализировался на изучении психопатологии, а также пересмотрел и доработал нозологию Пинеля о психических заболеваниях, и привнёс в неё больше наглядности и определённости. Он назвал несколько типов мономаний: фр. «theomanie» (религиозная одержимость), «эротомания», фр. «demonomanie» (одержимость демонами) и  понятие фр. «homicide monomanie», в котором рассматриваются бессмысленные убийства. Причём манию он рассматривал уже, чем Эскироль, близко к тому, что мы понимаем под словом «маньяк». Удивительной является его работа как раз в последнем направлении. Он предлагал судьям по известному 1825 году «деле вампира-винодела» и ещё аналогичным по бессмысленности 4 убийствам (винодел вначале порвал общение с внешним миром, а потом убил девушку и пытался пить кровь) рассмотреть психическое состояние осуждённых и поместить их в сумасшедший дом. Защита таких людей даже в брошюре в те времена (а ведь в некоторых странах только что догорели костры Инквизиции) была, с точки зрения общественности, революционной.
В начале 1820-х он заказал художнику Теодору Жерико нарисовать серию портретов душевнобольных, чтобы его студенты могли бы изучать черты лица «мономанов». Между 1821 и 1824 Жерико создал 10 картин психически больных, в том числе похитителя детей, клептомана (см. Портрет клептомана), зависимого от азартных игр и женщины, «снедаемый завистью».
Этим Жерико и Жорже подтолкнули великих писателей романтизма (Мюссе, Жорж Санд и Бальзака) и музыкантов (Берлиоз) к распространению психопатологии на художественные и автобиографические сочинения.

#### «Трактат о помешательстве» (фр.«De la folie»).Прогрессивный паралич
В этом же году в своей работе «Трактате о помешательстве» (фр. "«De la folie»") (переизданная — Париж, 1972, 2000) он указывает, что осложнение всех вообще психозов параличом (что было впервые замечено ещё Эскиролем)  имеет абсолютно неблагоприятное прогностическое значение. Таким образом, это был один из первых намеков на описание прогрессивного паралича. Но его не стоит преувеличивать. Для Жорже психичие заболевания размещались в головном мозге, но существенно на них могли повлиять и абстрактные «нравственные недостатки». Происходят ли они, зависит от моральных недостатков, но позже болезнь выделяется в самостоятельное течение — заболевание головного органа. Жорже был в современном понимании психосоматиком, как и Биша. Но его последователи уже будут уделять особое внимание именно происхождению психических заболеваний, как болезней мозга, оставляя в стороне моральный причины.

#### Острый делирий. Деменция, мания и меланхолия у инфекционных больных
Будучи вдохновлённый анатомическими исследованиями Биша сумасшедших, в поиске соотнесение патологоанатомических и психопатологических проявлений, он говорит в нём же, что тщательное владение психиатрией есть понимание того, что психических расстройства являются результатом органического заболевания, или   острый делирий «délire aigu» симптоматичен. То есть, это поражение и интеллекта, и мозга, в отличие от мировоззрения Эскироля, который считал, что при делирии поражается восприятие. Нескоординированость его с мышлением (абстрактным) и ведет к галлюцинациям.  При делирии они, чаще всего, зрительные.  Так что для метафизической ещё психиатрии идея Этьена-Жана Жорже была глубокой мыслью.  Также Жорже выделял острую и хроническую форму деменции, и острую и хроническую картины  мании и меланхолии у инфекционных больных.

#### Истерия
В 1821 Жорже пишет 2-томный курс по изучению физиологии мозга и нервной системы  с существенным разделом по истерии. Как и в вопросе с делирием, он, за полвека до своего соратника и соотечественника Ж. М. Шарко считал, что:

«Размещение так называемых истерических симптомов в матке кажется мне настолько абсурдным и смехотворным, что я буду с беспокойством сражаться, пока этой истине не уделят внимание современные авторы».

В отличие и от античных медиков, и многих современников, основой истерии он считал головной и спинной мозг. Так, многие женщины с заболеваниями матки, по его опыту, ею не страдали, а после гистерэктомии другие, однако, не излечивались. Отсюда ясно, что она не зависит от пола (то, что у мужчин она реже, оставалось научной тайной). Поэтому неудачный термин стоит заменить на «конвульсивная церебропатия», или   «нервный приступ». В энциклопедической статье Жорже  в 1824 «истерия» стоит рядом с «ипохондрия».  Тут он вообще опередил время более чем на 150 лет. Например, только в МКБ-10 истерию переименовали в «Диссоциативные (конверсионные) расстройства» F44 (в МКБ-9 – истерический невроз 300.11). Однако Жорже считал истерию заболеванием нервной системы, а не психическим, ведь тогда бытовало  утверждение: «нет безумия без делирия»  Но, работая в эпоху Реставрации, увы, реакционное министерство внутренних дел (которое позже помогло Эскиролю уже при Июльской монархии), под влиянием очень многих профессоров, посчитало эти первые в мире официальные научные труды радикальными, материалистическими и антиклерикальными. А Этьен-Жан Жорже слишком рано умер, чтобы отстоять свои теории.

#### Словарь медицины.Огюст Конт.Гипноз
Позже он обогатил ценным содержимым все статьи по психиатрическим и нервным болезням в Словарь медицины фр. Dictionnaire de medecine, укороченного соперника Словаря медицинских наук фр. Dictionnaire des sciences medicales.
Интересен Жорже и тем, что со своим учителем лечил Огюста Конта как раз от диагнозов, над которыми он работал: мании, «общего  делирия», «перевозбуждения всех функций» и невозможности сконцентрироваться Пациент нелестно отзывался о сочинениях доктора.
Запомнился Жорже, вместе с другими учёными применением в клинике месмеризма-магнетизма — прообраза современного гипноза.

### Конец жизни, смерть
Умер Этьен-Жан на 33 году от  туберкулёза легких.

## Оценки
Марк С. Микейл:

«Жорже был блестящим клиницистом с талантом ясного представления и диагностического различения. Он также особенно независимый мыслитель». (англ. «Georget was a brilliant clinician with a gift for lucid exposition and diagnostic discrimination. He was also a notably independent thinker.») 

Ю. В. Каннабих, советский психиатр в «Истории психиатрии» пишет:

«талантливый ученик Эскироля».

## Список произведений
1. «Трактат о помешательстве» (фр. «De la folie»). — 1820.
  1. 9782738483447 «Трактат о помешательстве» (фр. «De la folie»). — L'harmattan, 2000. — ISBN 9782738483447. (недоступная ссылка)